# Стшелец (Брошнів)
Спортивний клуб «Стшелець» Брошнів або просто «Стшелець» (пол. Klub Sportowy Strzelec Broszniów)  — польський футбольний клуб з села Брошнів Станиславівського воєводства (нині — Івано-Франківська область, Україна).

## Хронологія назв
- 1932—1939: Спортивний клуб «Стшелец» Брошнів (пол. Klub Sportowy Strzelec Broszniów)

## Історія
Футбольна команда «Стшелець „Гурка“» заснована в Брошневі (Стрийський пов.) у 30-х роках XX століття. Команда жодного разу не грала матчі плей-оф за право виходу до Екстракляси. Провела три сезони в чемпіонаті станиславівського ОЗПН.
У вересні 1939 року, коли розпочалася Друга світова війна, клуб припинив існування.